# Д'югерст (Вісконсин)
Д'югерст (англ. Dewhurst) — місто (англ. town) в США, в окрузі Кларк штату Вісконсин. Населення — 349 осіб (2020).

## Демографія
Згідно з переписом 2010 року, у місті мешкали 323 особи в 154 домогосподарствах у складі 101 родини. Було 401 помешкання
Расовий склад населення:
| - 97,5 % — білих - 1,2 % — корінних американців - 0,6 % — азіатів - 0,3 % — чорних або афроамериканців |

До двох чи більше рас належало 0,3 %. Частка іспаномовних становила 0,6 % від усіх жителів.
За віковим діапазоном населення розподілялося таким чином: 16,4 % — особи молодші 18 років, 55,7 % — особи у віці 18—64 років, 27,9 % — особи у віці 65 років та старші. Медіана віку мешканця становила 52,9 року. На 100 осіб жіночої статі у місті припадало 97,0 чоловіків;  на 100 жінок у віці від 18 років та старших — 106,1 чоловіків також старших 18 років.
Середній дохід на одне домашнє господарство  становив 60 508 доларів США (медіана — 52 292), а середній дохід на одну сім'ю — 67 946 доларів (медіана — 59 583). Медіана доходів становила 42 500 доларів для чоловіків та 31 250 доларів для жінок. За межею бідності перебувало 12,1 % осіб, у тому числі 20,0 % дітей у віці до 18 років та 12,4 % осіб у віці 65 років та старших.
Цивільне працевлаштоване населення становило 118 осіб. Основні галузі зайнятості: освіта, охорона здоров'я та соціальна допомога — 18,6 %, виробництво — 14,4 %, мистецтво, розваги та відпочинок — 13,6 %.